# Église Saint-Pierre de Fenioux
Pour les articles homonymes, voir Église Saint-Pierre.
L'église Saint-Pierre est une église catholique située à Fenioux, en France.

## Localisation
L'église est située dans le département français des Deux-Sèvres, sur la commune de Fenioux.

## Historique
L'édifice est classé au titre des monuments historiques en 1888.